# Thomas Wechs

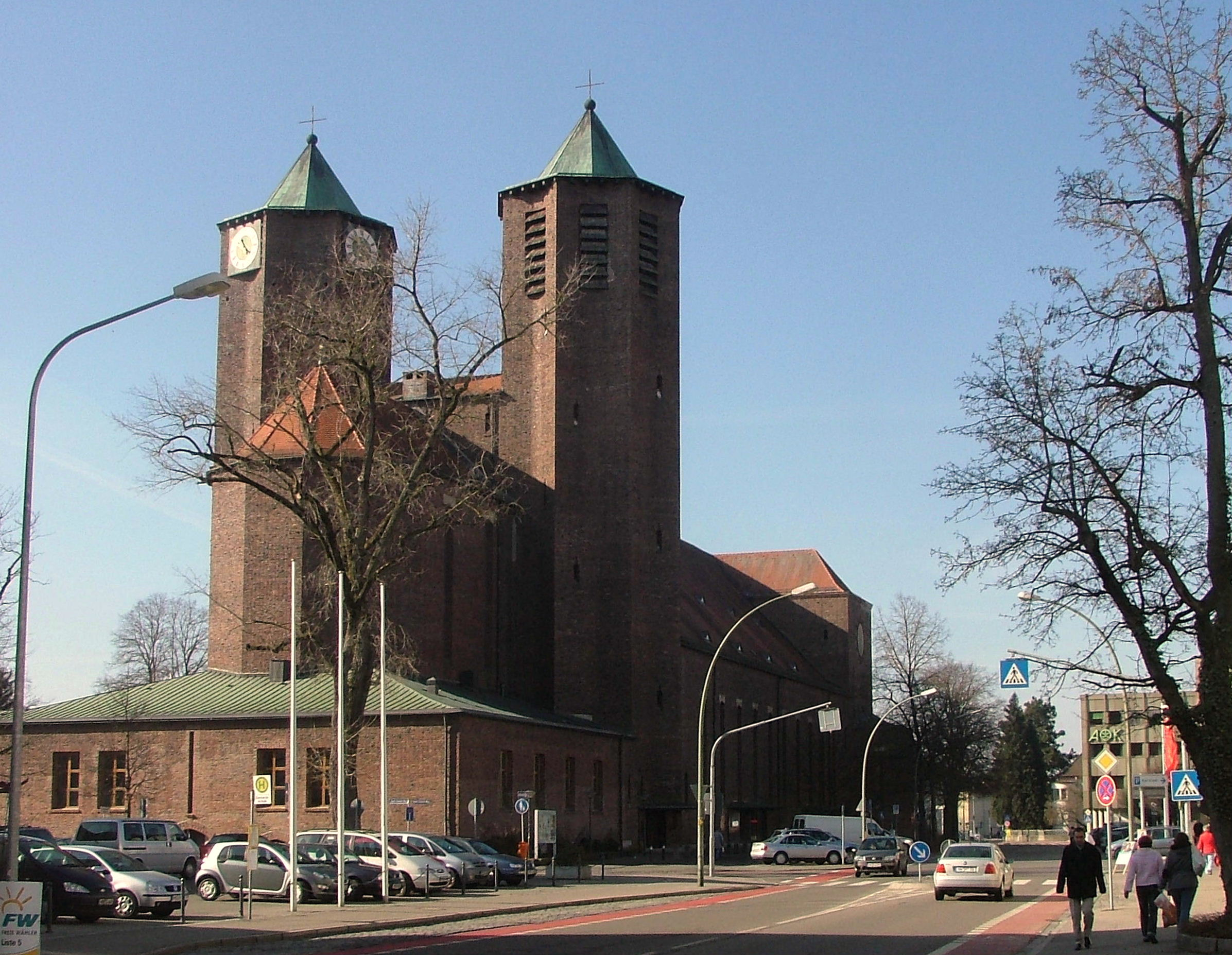
St. Josef in Memmingen

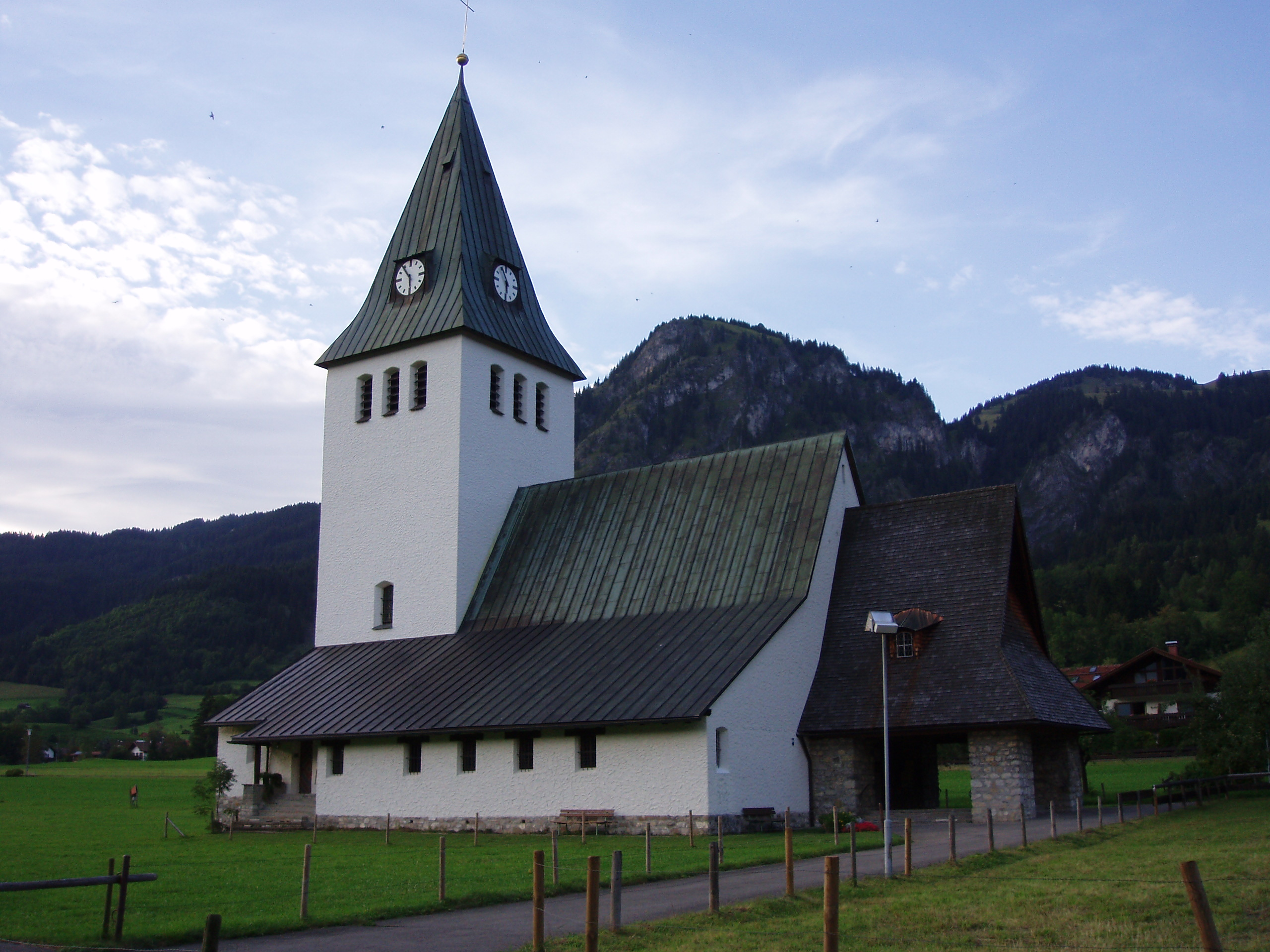
Unsere Liebe Frau im Ostrachtal

Thomas Wechs (* 6. März 1893 in Bad Oberdorf; † 21. Juli 1970 in Augsburg) war ein deutscher Architekt. Sein gleichnamiger Sohn Thomas Wechs junior (1929–2012) war ebenfalls Architekt.

## Leben
Thomas Wechs absolvierte bei seinem Vater eine Zimmermannslehre und besuchte anschließend bis 1913 die Bauschule Augsburg. Er studierte zusammen mit Georg Werner und Robert Vorhoelzer von 1913 bis 1914 und von 1918 bis 1921 Architektur an der Technischen Hochschule München bei Theodor Fischer und Friedrich von Thiersch. Im Krieg wurde er schwer verwundet; diese Erfahrung rief sein lebenslanges Interesse an Soldatengedenkstätten hervor. Nach dem Studium arbeitete er in der Bauabteilung der Oberpostdirektion Augsburg, wo er an zahlreichen Bauten der bayerischen Postbauschule mitwirkte. Ab 1922 arbeitete er als freischaffender Architekt. Von 1928 bis 1930 errichtete er mit dem Schuberthof an der Rosenaustraße in Augsburg den ersten modernen Wohnblock in Bayern. Vorgabe der Stadt war, dass möglichst viele preiswerte Wohnungen entstehen sollten, ansonsten hatte er Gestaltungsfreiheit. 
Wechs widerstand dem Drängen, in die NSDAP einzutreten, womit ihm die Möglichkeit genommen war, in München Professor zu werden. Ab 1939 musste er erneut Kriegsdienst leisten, aus der US-amerikanischen Kriegsgefangenschaft wurde er im Juli 1945 entlassen. Danach baute er sein in einem ausgebombten Haus befindliches Büro wieder auf. Die Berufung von Joseph Freundorfer zum Augsburger Bischof (1949) war für Wechs ein Glücksfall, da zwischen beiden ein Vertrauensverhältnis bestand. Wechs machte sich vor allem im Sakralbau einen Namen. Sein Wirkungskreis reichte jedoch kaum über den bayerischen Bezirk Schwaben hinaus. Oberste Prinzipien waren ihm Licht und Luft.
„Die höchste Aufgabe des Städtebaues besteht nicht darin, einen wohlfunktionierenden Stadtorganismus ins Leben zu rufen, sondern den Straßen und Räumen Schönheit zu verleihen.“ Mit dieser Aussage wird seine Vorstellung von Stadtplanung deutlich. Dem wachsenden Autoverkehr in den Städten stellte er seine Utopie einer Stadt entgegen, in der die Fußgänger Vorrang haben. Wechs verstand sich mehr als Künstler denn als Techniker.

## Bauten und Entwürfe
- 1921: Kriegergedächtniskapelle in Bad Hindelang (mit Farbverglasungen von Karl Knappe)
- 1922: Postamt in Bad Hindelang
- 1922: Postamt in Fischen im Allgäu
- 1922: Postamt in Augsburg-Pfersee
- 1923–1924: Kriegerdenkmal vor dem damaligen Armeemuseum in München (mit Eberhard Finsterwalder und Karl Knappe)
- 1924: Marionettentheater im Teehäuschen in Augsburg (zerstört)
- 1926: Kraftbushalle in Bad Hindelang
- 1926: Entwurf für ein Augsburger Kultur- und Sportzentrum am Rosenauberg
- 1927–1929: St. Josef in Memmingen (mit Michael Kurz)
- 1927: Wohnanlage der ehemaligen Baumwollspinnerei am Stadtbach in Augsburg
- 1928: Stadthalle in Memmingen
- 1928–1929: Schuberthof in Augsburg
- 1929: Kriegerdenkmal in Heiligkreuz
- 1930–1931: Lessinghof in Augsburg[1]
- 1932: Katholische Pfarrkirche Heilig Kreuz in Oberpfaffenhofen
- 1934: Wohnhaus für Pfarrer Hanns Weiß in Oberpfaffenhofen
- 1934: römisch-katholische Stadtpfarrkirche St. Wolfgang in Augsburg-Spickel[2]
- 1934: Haus für Baron von Külmer in Haunstetten
- 1934: teilweiser Wiederaufbau der nach 1803 abgebrochenen Teile des Augustiner-Chorherrenstifts in Dießen
- 1935: Wettbewerbsentwurf für die Stadthalle Augsburg (Planänderungen 1937)
- 1936: römisch-katholische Stadtpfarrkirche St. Josef in Lindau-Reutin
- 1936: Haus für Professor Koelle in München
- 1938: römisch-katholische Pfarrkirche Christkönig in Weßling
- 1938: römisch-katholische Kirche Unserer lieben Frau im Ostrachtal und St. Jodokus in Hindelang
- 1938: römisch-katholische Pfarrkirche St. Johannes der Täufer in Althegnenberg
- 1939–1954: römisch-katholische Stadtpfarrkirche St. Thaddäus in Augsburg-Kriegshaber
- 1945–1951: Wiederaufbau der römisch-katholischen Stadtpfarrkirche St. Michael in Sonthofen
- 1948–1954: Wiederaufbau der römisch-katholischen Pfarrkirche St. Michael in Schwabmünchen
- 1949–1951: Rosenaustadion in Augsburg
- 1953: römisch-katholische Stadtpfarrkirche Maria Hilf in Stadtbergen
- 1953: römisch-katholische Stadtpfarrkirche St. Ägidius in Neusäß
- 1954–1958: römisch-katholische Pfarrkirche St. Mariä Königin des Friedens in Lindau-Zech (mit Thomas Wechs jun.)
- 1955: römisch-katholische Stadtpfarrkirche Heilig Geist in Augsburg-Hochzoll
- 1956–1959: Knabenseminar St. Ulrich in Dillingen an der Donau (heute Amtsgericht; Neubau unter Beibehaltung der barocken Außenmauern des Vorgängerbaus, zusammen mit Michael Kurz)
- 1957: römisch-katholische Pfarrkirche Herz Jesu in Neugablonz
- 1958: römisch-katholische Stadtpfarrkirche Mariä Himmelfahrt in Memmingen
- 1958–1959: Erweiterung der römisch-katholischen Pfarrkirche St. Martin in Pfaffenhofen an der Roth
- 1958–1960: römisch-katholische Pfarrkirche St. Josef der Arbeiter in Senden
- 1959–1961: römisch-katholische Pfarrkirche zum Heiligsten Erlöser in Göggingen
- 1962: römisch-katholische Stadtpfarrkirche St. Don Bosco in Augsburg
- 1963: Diözesanexerzitienhaus St. Paulus in Leitershofen
- 1969: römisch-katholische Pfarrkirche Heilig Geist in Oberjoch (mit Thomas Wechs jun.)

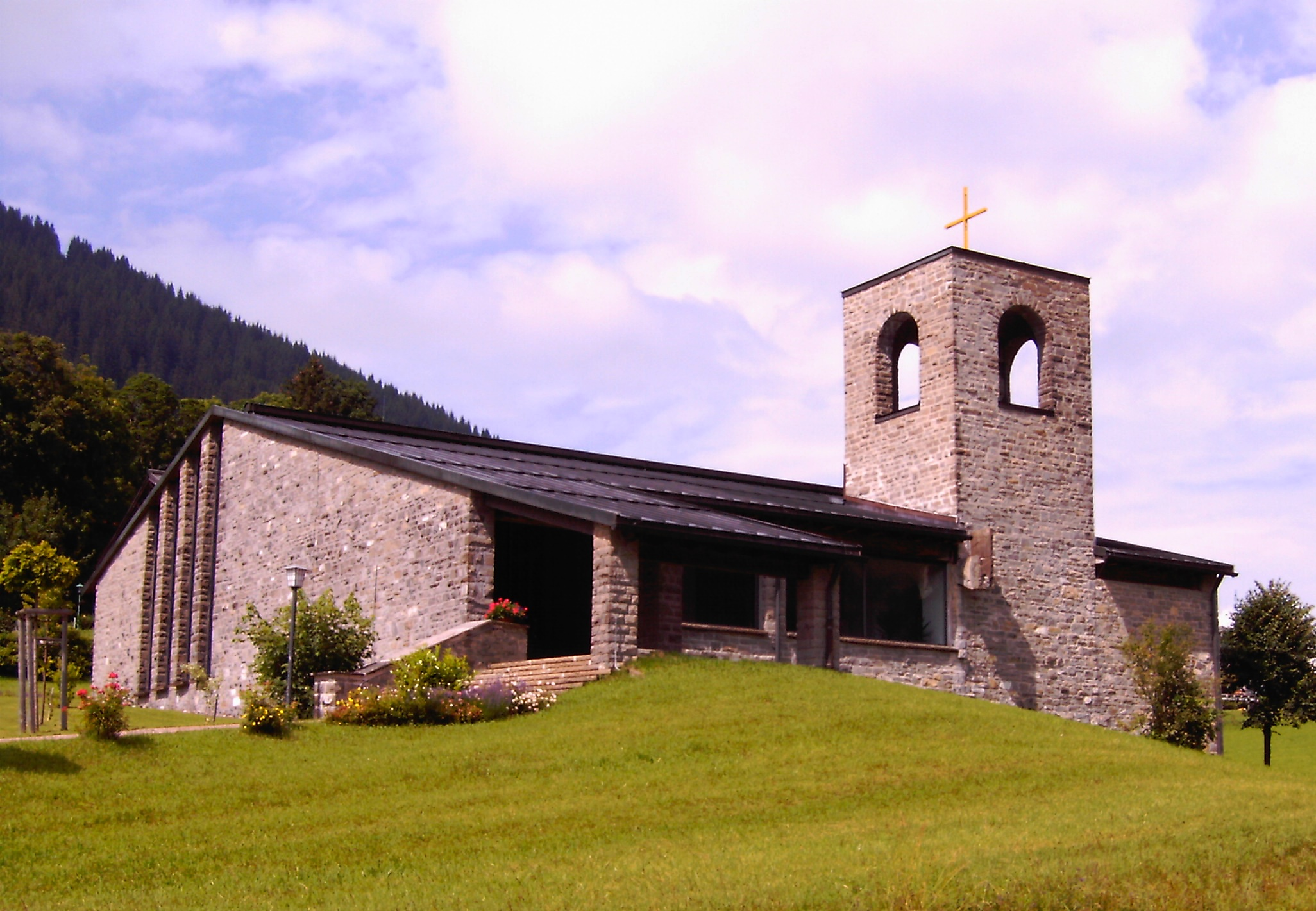
Heilig-Geist-Kirche in Oberjoch
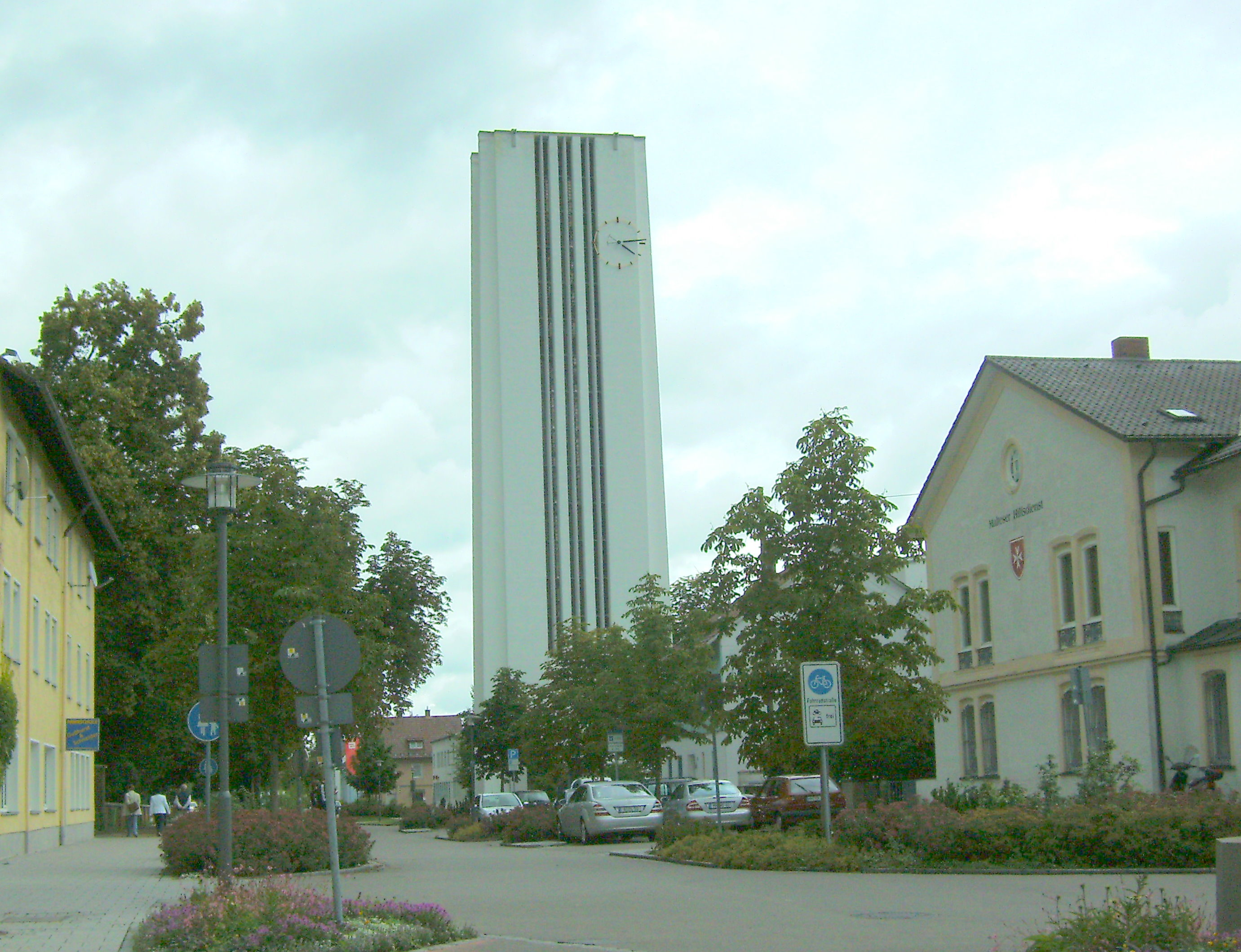
Kirche Mariä Himmelfahrt in Memmingen
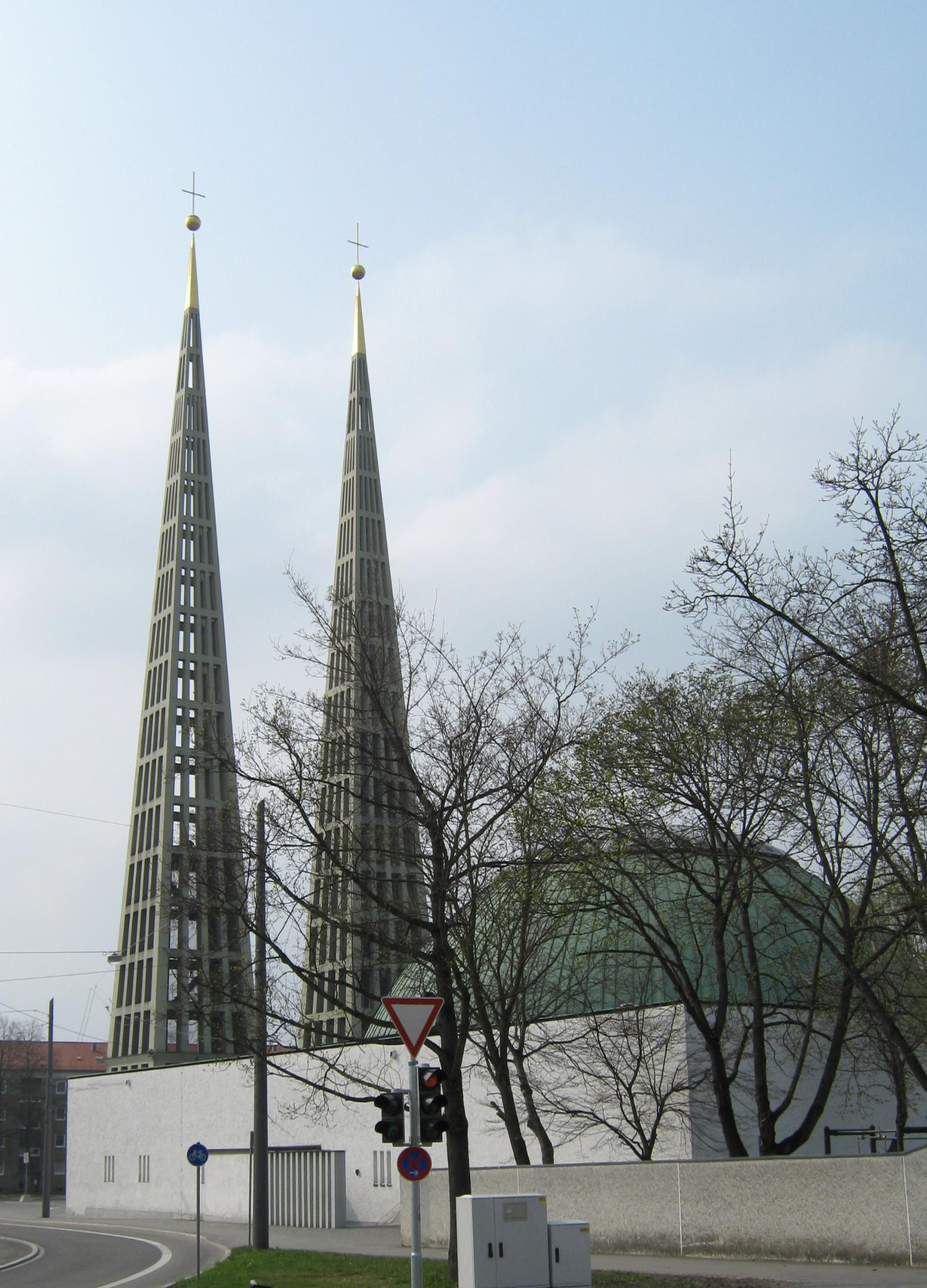
Don-Bosco-Kirche in Augsburg
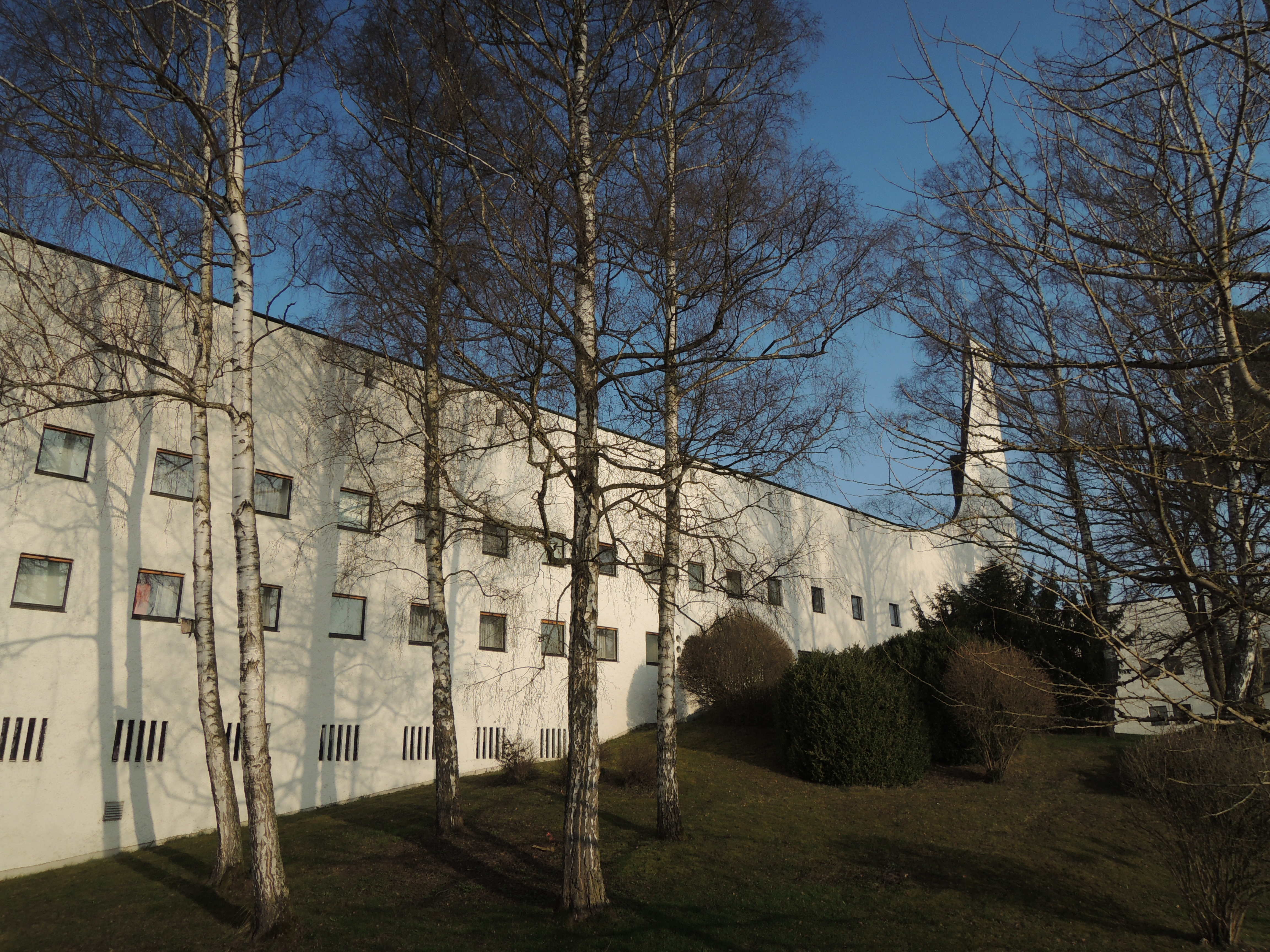
Exerzitienhaus St. Paulus in Leitershofen
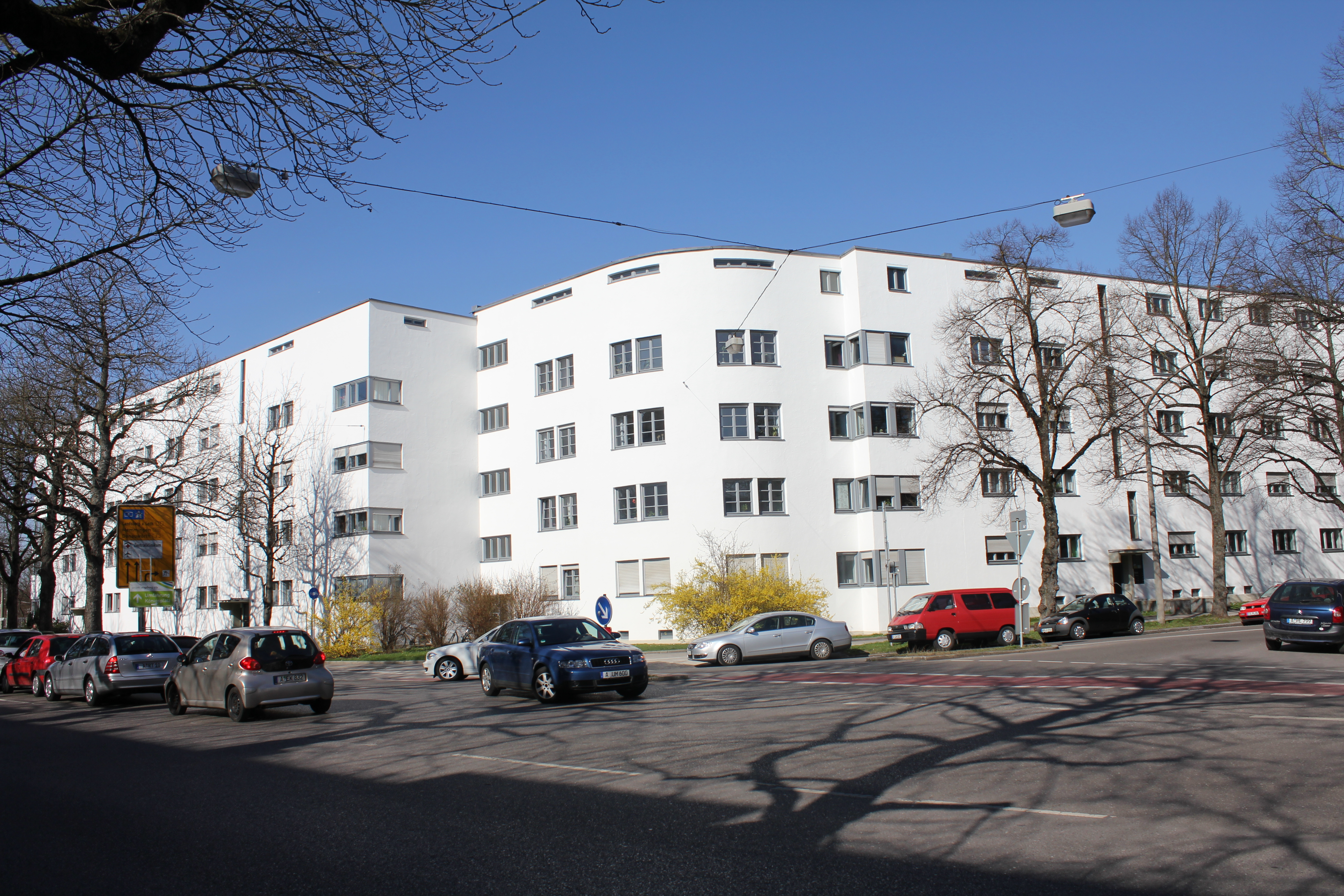
Lessinghof in Augsburg

## Ehrungen
Am 7. Dezember 1964 wurde Thomas Wechs der Bayerische Verdienstorden verliehen, 1968 der Päpstliche Silvesterorden. Nach ihm ist der „thomaswechspreis“ benannt, der regionale Architekturpreis für Schwaben, der vom Bund Deutscher Architekten BDA, Kreisverband Augsburg-Schwaben, seit 2000 vergeben wird.